# Mathias Drost
Mathias Drost (født 13. marts 1999) er en 20 årige fodboldspiller der i 2016 blev kåret som årets talent i HB Køge. Nu er Mathias Drost midtbanespiller  i fodboldklubben Vordingborg IF.